# خالد بن فيصل بن تركي آل سعود
الأمير خالد بن فيصل بن تركي بن عبد الله بن سعود آل سعود سفير خادم الحرمين الشريفين لدى المملكة الأردنية الهاشمية، تم تعيينه في يوم الأربعاء 21 أكتوبر 2015 بعد أن أدى القسم أمام خادم الحرمين الشريفين.

## نبذة
الأمير خالد بن فيصل بن تركي بن عبد الله آل سعود ، رجل أعمال والدته هي الأميرة لؤلؤة بنت عبد العزيز آل سعود و جده من والدته هو الملك عبد العزيز آل سعود. وتنحدر عائلته من جهة الأب مباشرة من سعود بن فيصل بن تركي آل سعود الملقب (أبوهلا) الذي ولد في الرياض سنة 1249 هـ .

## اخوته
- الأمير عبد الله بن فيصل بن تركي آل سعود (رئيس الهيئة العامة للاستثمار سابقًا).
- الأمير محمد بن فيصل بن تركي آل سعود (مستشار بوزارة الخارجية).
- الأمير سلطان بن فيصل بن تركي آل سعود (متوفى، كان طيار سابق ثم تفرغ للأعمال التجارية). متزوج من الأميرة سارة بنت عبد الرحمن بن عبد العزيز آل سعود.
- الأمير تركي بن فيصل بن تركي آل سعود.
- الأميرة نوف بنت فيصل بن تركي آل سعود. متزوجة من الأمير عبد الرحمن بن عبد الله الفيصل آل سعود.
- الأميرة الجوهرة بنت فيصل بن تركي آل سعود. متزوجة من الأمير سلطان بن فهد بن عبد العزيز آل سعود.
- الأميرة عبير بنت فيصل بن تركي آل سعود. متزوجة من الأمير سعود بن نايف بن عبد العزيز آل سعود.

## أبناءه
- الأمير سلطان.
- الأمير فهد.
- الأميرة بسمة.
- الأميرة عبير. متزوجة من فواز بن سلطان بن عبد العزيز آل سعود
- الأمير فيصل.
- الأمير سلمان.
- الأميرة لولوة.